# Quadratgitter

Quadratgitter mit Schachbrettmuster

In der Geometrie ist ein Quadratgitter (auch Quadratraster) eine regelmäßige Unterteilung der Ebene mit gleich großen Quadraten, die Kante an Kante angeordnet sind.
Quadratgitter sind die Grundlage für Kreuzworträtsel und bilden die  Spielpläne von z. B. Schach, Scrabble und 2-Spieler-Halma.